# Montanhas Nafuça

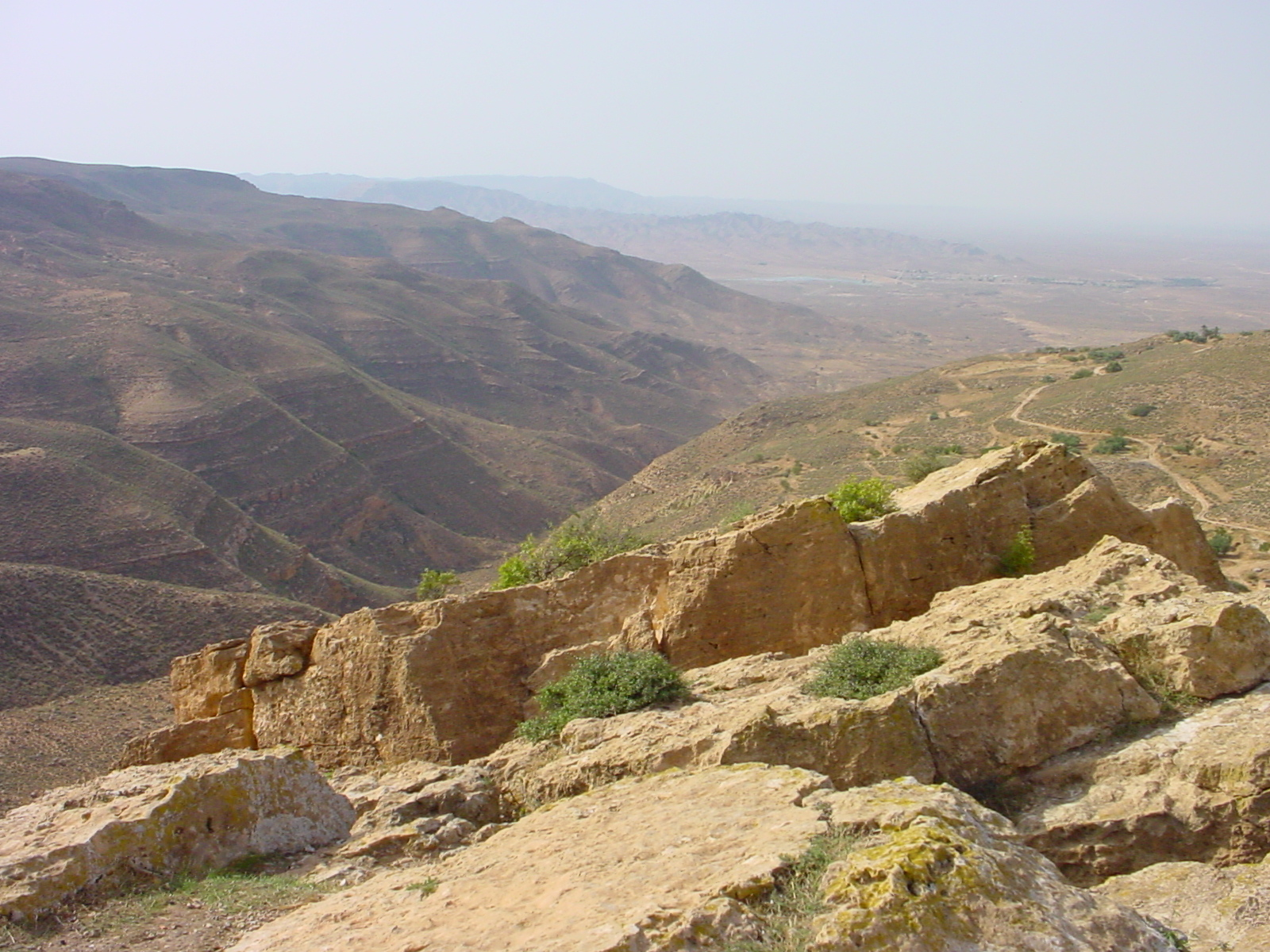
Al Asabiya

As montanhas ou serra de Nafuça ou de Nafusa (em árabe:  الجبل الغربي, em língua berbere:Adrar n Infusen) é uma região montanhosa no oeste da Líbia onde se concentra a maior parte da população berbere do país.